# Condición de frontera de Robin
En matemáticas, la condición de frontera de Robin (o de tercer tipo) es un tipo de condición de frontera o contorno, denominado así en honor a Victor Gustave Robin (1855-1897), cuando en una ecuación diferencial ordinaria o en una derivadas parciales, se le específica una combinación lineal de los valores de una función y y los valores de su derivada sobre la frontera del dominio.

## Definición
Las condiciones de frontera de Robin son una combinación ponderada de las condiciones de Dirichlet y Neumann. Es el contraste de la condiciones de frontera mixtas, las cuales son condiciones de frontera de diferentes tipos especificadas en diferentes subconjuntos de la frontera. Las condiciones de frontera de Robin también se denominan condiciones de frontera de impedancia, por su aplicación en problemas electromagnéticos.
Si Ω es el dominio sobre el cual se resuelve la ecuación dada y ∂Ω es su frontera, la condición de Robin es:
{\displaystyle au+b{\frac {\partial u}{\partial n}}=g\qquad {\text{sobre }}\partial \Omega \,}
para algunas constantes distintas de cero a y b y una función dada g definida sobre ∂Ω. Aquí, u es la solución desconocida definida sobre Ω y ∂u/∂n es la derivada normal en la frontera. En general a y b pueden ser funciones dadas en lugar de constantes.
En una dimensión, si, por ejemplo, Ω = [0, 1], la condición de frontera de Robin es:
{\displaystyle {\begin{cases}au(0)-bu'(0)=g(0)\,\\au(1)+bu'(1)=g(1).\,\end{cases}}}
donde se puede observar el cambio de signo en el frente que involucra la derivada: esto esporque la normal a [0, 1] en 0 apunta en la dirección negativa, mientras que en 1 apunta en dirección positiva.

## Aplicaciones
Las condiciones de frontera de Robin se utilizan frecuentemente para resolver problemas de Sturm-Liouville que aparece en muchos contextos en la ciencia y la ingeniería.
Además, la condición de frontera de Robin es una forma general de condiciones de frontera aisladas para las ecuaciones de convección-difusión. En estas ecuaciones, la suma de los flujos convectivos y difusivos en la frontera son cero:
{\displaystyle -D{\frac {\partial c(0)}{\partial x}}+u_{x}(0)\,c(0)=0\,}
donde D es la constante de difusión, u la velocidad de convección en la frontera y c es la concentración. El primer término es el resultado de la ley de difusión de Fick.